# Allogymnopleurus olivieri
Allogymnopleurus olivieri là một loài bọ cánh cứng trong họ Bọ hung (Scarabaeidae).